# Ermita de Sant Bonifaci de Vinaixa
L'ermita de Sant Bonifaci es troba a l'extrem septentrional del terme de Vinaixa, a 6,5 km del nucli urbà i a 280 metres del terme municipal dels Omellons.
És inclosa a l'Inventari del Patrimoni Arquitectònic de Catalunya. D'estructura gòtica i reformada posteriorment, sembla que al segle xiv ja estava construïda, però la relíquia de Sant Bonifaci no va arribar a Vinaixa fins al 13 de maig del 1682.
El primer cap de setmana de maig s'hi realitza un aplec popular que compta amb una missa, una ballada de sardanes i un dinar de germanor. El 14 de maig se celebra la seva festivitat.
És tradició que es cantin els goigs de Sant Bonifaci per demanar aigua a l'agricultura:
| «                                  | Ja que sou lo protector gloriós Sant Bonifaci, de Vinaixa i son veïnat, guardau-nos de sequedat | » |
| — Goigs a Sant Bonifaci de Vinaixa |                                                                                                 |   |

## Descripció
És un edifici de planta rectangular, disposada en sentit est-oest, construït al primer terç del segle xvii. L'edifici és auster i és format per l'església d'una sola nau, i un cos annex a migdia on hi havia la casa de l'ermità i hi ha la sagristia.
La coberta és d'embigat de fusta i teula àrab a dues aigües.
Els murs exteriors són de pedra irregular i l'edifici estava arrebossat de morter de calç, a excepció de la pedra carreuada. Els carreus són de grans dimensions, irregulars i disposats en filades. Tan sols estan ben escairats la llinda i els muntants de les portes d'accés, situades de costat que tenen com a únic ornament una composició de rajoles amb la imatge del sant. A sobre hi ha un òcul i coronat per un campanar d'espadanya.
A la llinda hi ha inscrita la data de 1636 i el nom Ioan Exala (Aixalà).
Damunt del llindar d'una porta lateral hi ha col·locada una composició de sis rajoles produïda per la Lliga Espiritual contra el mal parlar amb el lema: Alabat sia déu. Per la vostra dignitat i respecte als altres. PARLEU BÉ. Aquest element també està reproduït al costat de la creu de la plaça dels Arbres, al centre del poble. En aquesta banda de la façana, hi ha una cisterna d'aigua que recull l'aigua de la coberta feta el 1924.
L'interior és una nau allargada suportada en arcs que suporten la volta de rajola. Les parets són arrebossades i pintades i el paviment és de rajola vermella rústica. A la zona de l'altar resten diferents escenes policromades que donen fe de l'antic esplendor del lloc. Darrer de l'altar nu hi ha una imatge de sant Bonifaci, esculpida en pedra després de la guerra. Als peus hi ha un petit cor i al lateral nord resta el púlpit des d'on el mossèn feia la missa.

## Història
Les primeres notícies sobre l'existència d'un lloc d'oració dedicat a Sant Bonifaci daten de finals del segle xiii, poc després de fundar-se el poble. La devoció popular pel sant va anar en augment a partir del segle XIV, arran de la superació de diverses epidèmies de pesta, tot i que en els darrers segles la seva invocació es va relacionar principalment amb la sequera.
L'edifici actual es construí entre 1617 i 1636 i a posteriori ha estat objecte de diferents reformes. La relíquia del Sant s'hi traslladà el 13 de maig de 1682. Fins a la desamortització de 1836 l'ermita va acumular béns i propietats gràcies a les donacions. Hi hagué un ermità a cura del lloc fins al 1858.
El seu arxiu, dipositat a la parròquia de Vinaixa, va ser cremat a l'inici de la guerra civil. El primer diumenge de maig s'hi celebra l'aplec on s'hi reuneixen veïns del poble. A l'exterior de l'ermita hi ha una pineda per a fer àpats i berenades.